# 表甾醇

表甾醇（英語：Episterol）是植物油菜素類固醇激素生物合成中的一种重要甾醇，由24-亚甲基-4-甲基-7-胆甾烯醇转化而来。表甾醇先由C-5甾醇去饱和酶转化为5-脱氢表甾醇，再转化为24-亚甲基胆固醇。表甾醇同时也是麦角固醇的前体。